# باغودا (عملة معدنية)

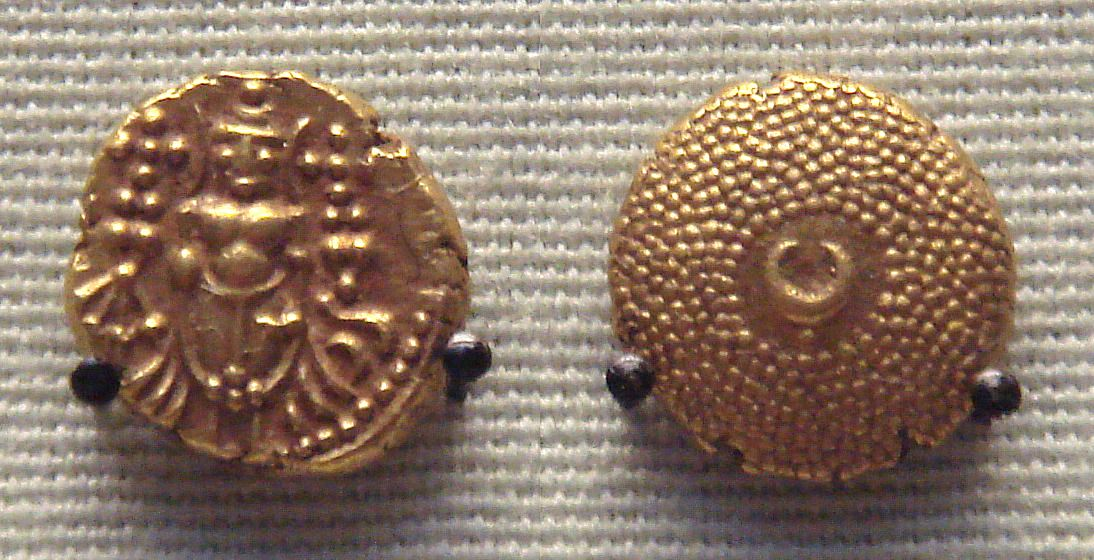
شركة الهند الفرنسية - أصدرت "باغودا الذهب" للتجارة في جنوب الهند وقاموا بصبها في بونديشيري في الفترة من 1705 إلى 1780.

الباغودا المعروف أيضًا باسم الهون هو وحدة عملة وهي عملة مصنوعة من الذهب أو نصف الذهب سكتها السلالات الهندية بالإضافة إلى البريطانيين والفرنسيين والهولنديين. وقسمت إلى 42 فانام. أصدرت سلالات مختلفة في جنوب الهند في العصور الوسطى الباغودا بما في ذلك كادامباس هانجال وكادامبا جوا وإمبراطورية فيجاياناجارا.
كان هناك نوعان من الباغودا التي ابتكرها التجار الأجانب:
- كان الأكثر قيمة هو باغودا النجمة حيث بلغت قيمة 100 منها 350 روبية والتي أصدرتها شركة الهند الشرقية الإنجليزية في تشيناي.[3][4] وكان وزن باغودا النجمة 3 جرامات (من الذهب).[5]
- كان الثاني هو باغودا بورتو نوفو الذي أصدره الهولنديون في توتوكودي وأيضًا نواب أركوت وكان سعره أقل بنحو 25% من باغودا النجمة.[6]

قام الفرنسيون بضرب عملة "باغودا" من الذهب و"فانام" من الفضة محلياً بموجب عقد مع نوابز. وكانت العملات الفضية الفرنسية تسمى "فانون" وكانت تعادل "فانام" المحلية ويمكن استبدالها بمعدل 26 فانون مقابل باغودا ذهبي واحد. وقام الحكام الهنود المحليون بسداد متأخراتهم للشركات الفرنسية والإنجليزية وغيرها من شركات الهند الشرقية الأوروبية بالباغودا مثل فيراباندا كاتابومان الذي قام تقريبًا بتسوية جميع المتأخرات من الإيرادات في بانشالانكوريتشي بَالًايام ولم يترك سوى رصيد قدره 1080 باغودا لشركة الهند الشرقية الإنجليزية قبل أن تبدأ حروب بالايكارار ضد شركة الهند الشرقية الإنجليزية.

## روابط خارجية
- مصادر تاريخ كارناتاكا - علم العملات
- عملات شركات الهند الشرقية الأوروبية - صور
- الباغودا - عملة إعلانية
- عملة إعلانية - معبد الذهب الهندي